# Dmitri Iwanowitsch Dedow

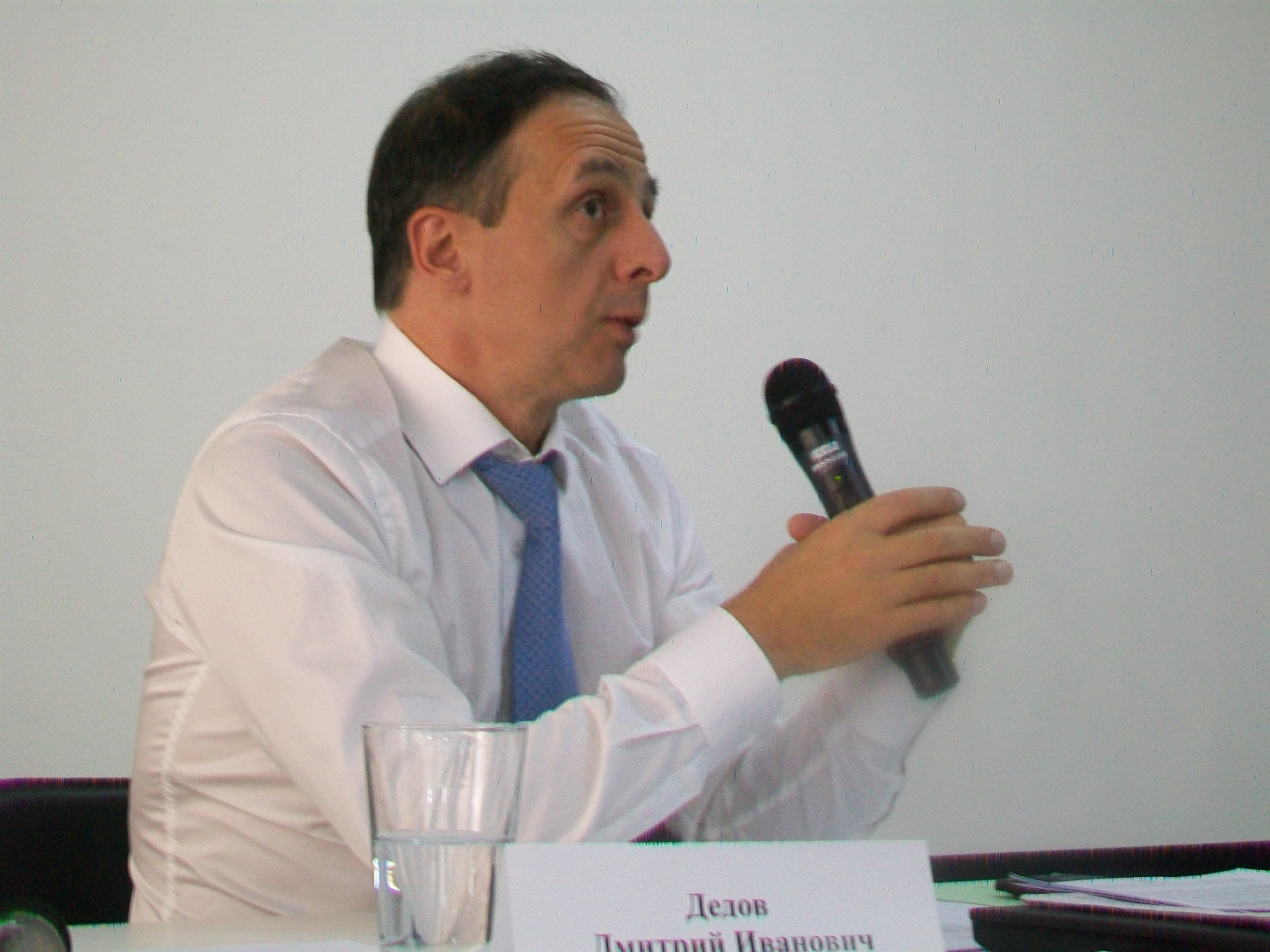
Dmitri Iwanowitsch Dedow, 2017

Dmitri Iwanowitsch Dedow (russisch Дмитрий Иванович Дедов; * 22. Februar 1967 in Nowohrad-Wolynskyj, UdSSR) ist ein russischer Jurist und ehemaliger Richter am Europäischen Gerichtshof für Menschenrechte.

## Leben und Wirken
Dedow studierte ab 1984 Rechtswissenschaften an der Staatlichen Universität Moskau. Sein Studium beendete er 1991 und erwarb 1994 mit einer rechtsvergleichenden Arbeit über Arbeitskampfmaßnahme in den USA und in Russland den Titel Ph.D. Von 2000 bis 2005 war er als Gutachter für das russische Verfassungsgericht und die russische Regierung tätig. Ab 2004 lehrte er als Dozent, später als ordentlicher Professor an der Staatlichen Universität Moskau. 2006 promovierte er in den Rechtswissenschaften. Von 2008 bis 2012 war er Richter am obersten russischen Handelsgerichtshof. 2010 war er Professor am Center for Transnational Legal Studies in London.
Im Oktober 2012 wurde er als Nachfolger von Anatoli Kowler als Vertreter Russlands zum Richter am Europäischen Gerichtshof für Menschenrechte gewählt. Er trat seine neunjährige Amtszeit am 2. Januar 2013 an. Am 2. Januar 2022 wurde er durch Michhail Borisowitsch Lobow abgelöst.